# GLUT1
GLUT1（グルコーストランスポーター1、glucose transporter 1）またはSLC2A1（solute carrier family 2, facilitated glucose transporter member 1）は、ヒトではSLC2A1遺伝子によってコードされている単輸送体（ユニポーター）タンパク質である。GLUT1は哺乳類の細胞膜を越えるグルコース輸送を促進する。促進拡散を行うグルコーストランスポーターであり、赤血球や血液脳関門の細胞を含む内皮細胞に高度に発現している。GLUT1は主に細胞膜に位置し、そこではHTLV-1、HTLV-2の受容体としても機能する。 
SLC2A1遺伝子の変異はグルコーストランスポーター1欠損症（GLUT1欠損症）、特発性全般てんかん（EIG12）、ジストニア（DYT9）、stomatin-deficient cryohydrocytosisと呼ばれるタイプの遺伝性有口赤血球症の原因となる場合がある。

## 発見
GLUT1は最初に特性解析がなされたグルコーストランスポーターである。GLUT1は高度に保存されており、ヒトとマウスのGLUT1はアミノ酸レベルで98％の同一性を示す。GLUT1はGLUTタンパク質をコードする14種類の遺伝子ファミリーの1つであるSLC2A1遺伝子にコードされている。

## 構造
SLC2A1遺伝子は1番染色体p腕のバンド34.2に位置しており、10個のエクソンから構成される。この遺伝子は、492アミノ酸からなる54.1 kDaのタンパク質GLUT1を産生する。GLUT1は細胞膜に位置する複数回膜貫通タンパク質である。このタンパク質はシグナル配列を欠いており、N末端、C末端、そしてタンパク質中央部の非常に親水性の高いドメインは全て細胞膜の細胞質側に位置すると予測されている。2014年にはGLUT1の結晶構造が解かれ、12本の膜貫通ヘリックスが並び、中心部にくぼみを有する構造が明らかにされている。

## 機能
GLUT1は赤血球上の主要なグルコーストランスポーターである。赤血球におけるエネルギー産生代謝は、血漿からの一定なグルコース供給に依存している。血漿中のグルコース濃度は約5 mMに維持されている。グルコースは特定のグルコーストランスポーターを介した促進拡散によって赤血球内に移行するが、その速度は触媒を受けない膜拡散と比較して約50,000倍高いものとなる。
GLUT1はグルコースだけでなくビタミンCの取り込みのための主要な受容体でもあり、特にビタミンCを産生しない哺乳類においてビタミンC再生過程に関与してビタミンC産生喪失を補償する機構の一部となっている。ビタミンCを産生する哺乳類の赤血球では、GLUT1ではなくGLUT4が発現していることが多い。

## 組織分布
GLUT1はほぼすべてに組織で発現しているが、一般的に発現の程度はその細胞のグルコース代謝の速度と相関している。成体では赤血球で最も高レベルで発現しており、血液脳関門などの関門組織の内皮細胞でも高く発現している。

## 臨床的意義
GLUT1をコードするSLC2A1遺伝子の変異は、希少遺伝疾患であるGLUT1欠損症の原因となる。この疾患は神経組織糖欠乏症の一種である髄液糖低下（脳脊髄液中のグルコース濃度の低下）によって特徴づけられ、血液脳関門を越えるグルコース輸送に欠陥が生じていることを原因とする。

### GLUT1欠損症
SLC2A1遺伝子に生じたLYS456TER、TYR449TER、LYS256VAL、ARG126HIS、ARG126LEU、GLY91ASPなど多くの変異がGLUT1DS1と呼ばれるタイプのGLUT1欠損症の原因となることが示されており、この疾患は多様な表現型を示す神経疾患である。この疾患は常染色体顕性型または潜性型の形式で遺伝する。最も重篤な「古典的な」表現型としては乳児期発症型のてんかん性脳症であり、発達の遅れ、後天性小頭症、協調運動障害、痙縮を伴う。てんかん発作は無呼吸、一点凝視、反復性の眼球運動によって特徴づけられることが多く、出生後4か月以内に出現する。他の所見としては、間欠性の運動失調、意識不鮮明、嗜眠、睡眠障害、頭痛が含まれる。認知機能障害は、学習障害から重度の精神遅滞までさまざまな程度でみられる。
GLY314SER、ALA275THR、ASN34ILE、SER95ILE、ARG93TRP、ARG91TRP、TYR292の3塩基対挿入、エクソン6の12塩基対欠失（1022_1033del）などの変異は、GLUT1DS2と呼ばれるタイプの原因となり、常染色体顕性型で遺伝する。臨床的には多様な疾患であるが、主に小児期発症型の発作性労作誘発性ジスキネジアによって特徴づけられる。ジスキネジアはジストニアや舞踏アテトーゼなど一過性の異常な不随意運動を伴うもので、運動や労作によって誘発され、運動を行った四肢に影響が生じる。一部の患者ではてんかんがみられる可能性もあり、最も一般的なのは小児欠神てんかんである。軽度の精神遅滞も生じる可能性がある。一部の患者では、労作誘発性のジストニア運動、舞踏アテトーゼ運動、弾道運動は大球性溶血性貧血を伴う可能性がある。

### 特発性全般てんかん
一部の変異、特にASN411SER、ARG458TRP、ARG223PRO、ARG232CYSはEIG12と呼ばれるタイプの特発性全般てんかんの原因となることが示されている。この疾患は常染色体顕性型で遺伝する。この疾患は検出可能な脳病変や代謝異常がみられない反復性の全般発作によって特徴づけられ、全般発作はびまん性かつ両半球で同時に生じる。発作の種類には、若年ミオクロニーてんかん、欠神発作、全般性強直間代発作が含まれる。EIG12の患者の一部では、発作は年齢とともに軽減される可能性がある。

### ジストニア
ARG212CYS変異はDYT9と呼ばれるタイプのジストニアの原因となる。この疾患は常染色体顕性型で遺伝する神経疾患であり、小児期発症型の発作性舞踏アテトーゼと進行性の痙性対麻痺によって特徴づけられる。大部分の患者ではある程度の認知機能障害がみられる。他の特徴としては、てんかん発作、片頭痛、運動失調がみられる可能性がある。

### 遺伝性有口赤血球症
GLY286ASPやILE435/436の3塩基対欠失など特定の変異は、stomatin-deficient cryohydrocytosis with neurologic defects（SDCHCN）と呼ばれる稀なタイプの遺伝性有口赤血球症の原因となる。この疾患は、反復性の溶血性貧血、寒冷誘発性の赤血球からのカチオンの漏出、不安定な高カリウム血症、新生児黄疸、肝脾腫、白内障、てんかん発作、精神遅滞、運動障害によって特徴づけられ、常染色体顕性型で遺伝する。

### HTLVの受容体としての役割
GLUT1はHTLVウイルスが標的細胞へ侵入するために利用する受容体である。

### 血管腫の組織化学マーカーとしての役割
GLUT1は乳児血管腫の強力な組織化学マーカーとなることも示されている。

## 相互作用
GLUT1はGIPC1と相互作用することが示されている。また、β-アデューシン（ADD2）、デマチン（EPB49）と複合体を形成する。SNX27とも相互作用し、この相互作用はエンドサイトーシスされた際にリソソームでの分解を防ぎ、細胞膜へのリサイクリングを促進するために必要である。ストマチンとも相互作用する。
DERL3はGLUT1の分解を担うが、大腸がんでは多くの場合DERL3遺伝子の高メチル化によって不活化されている。この変化はワールブルク効果を媒介している可能性がある。

## 阻害剤
ファセンチン（fasentin）はGLUT1のチャネルの膜内領域に結合し、グルコースの取り込みを阻害する低分子阻害剤である。また、より選択性の高いGLUT1阻害剤であるBay-876という分子も記載されている。

## 関連文献
- “Glucose transporter type I deficiency causing mitochondrial dysfunction”. Journal of Child Neurology 27 (6):  796–8. (June 2012). doi:10.1177/0883073811426503. PMID 22156785.
- “GLUT1: a newly discovered immunohistochemical marker for juvenile hemangiomas”. Human Pathology 31 (1):  11–22. (January 2000). doi:10.1016/S0046-8177(00)80192-6. PMID 10665907.
- “Structural analysis of the GLUT1 facilitative glucose transporter (review)”. Molecular Membrane Biology 18 (3):  183–93. (2001). doi:10.1080/09687680110072140. PMID 11681785.
- “Placental glucose transfer and fetal growth”. Endocrine 19 (1):  13–22. (October 2002). doi:10.1385/ENDO:19:1:13. PMID 12583599.
- “Hypoxia inducible factor-1 and facilitative glucose transporters GLUT1 and GLUT3: putative molecular components of the oxygen and glucose sensing apparatus in articular chondrocytes”. Histology and Histopathology 20 (4):  1327–38. (October 2005). doi:10.14670/HH-20.1327. PMID 16136514.